# Far Ubu

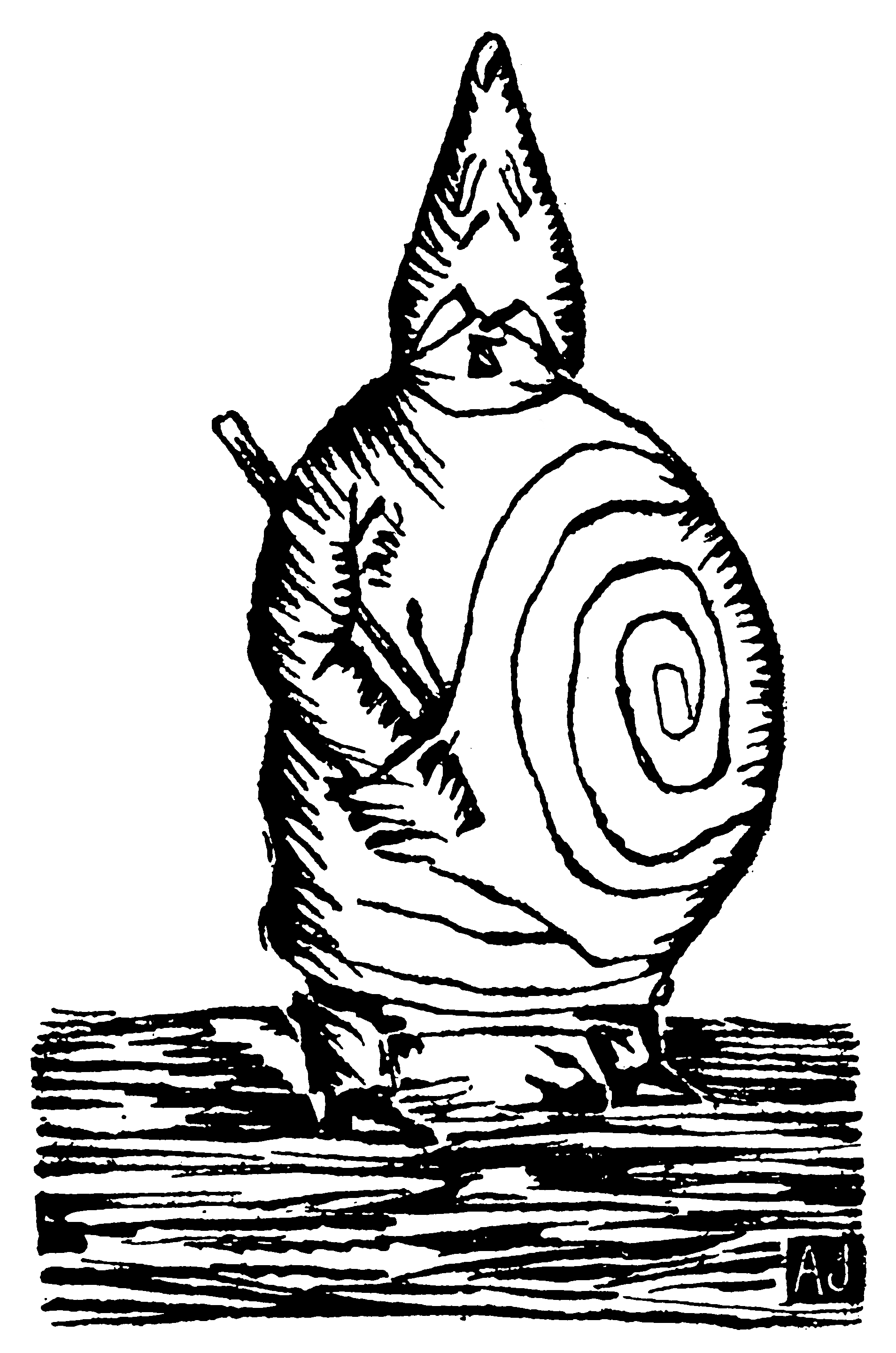
Alfred Jarrys egna träsnitt av far Ubu, som han ser ut på framsidan av en populär pocketutgåva av pjäsen kung Ubu, som publicerades 1960.

Far Ubu (Père Ubu) är en grotesk rollfigur skapad av den franske författaren och dramatikern Alfred Jarry. 
Far Ubu är en sniken, feg och elak figur som Alfred Jarry sammanställde efter en mängd grotesker och skämtfigurer som florerade under Jarrys tid, men han är även baserad på historier som cirkulerade bland eleverna i Jarrys gymnasium om deras fysiklärare, en riktigt elak och isterbukförsedd domptör. 
Den första teaterpjäsen som Jarry skrev var Kung Ubu (Ubu Roi) som hade premiär 1896, där far Ubu tillsammans med mor Ubu och sin gröna talgdank tar över Polen och sedan styr han landet som envåldshärskare. De två andra pjäserna som Jarry skrev var Ubu Cocu (1897) och Den fjättrade Ubu (Ubu Enchaîné) (1900), vilka aldrig sattes upp under Jarrys levnad. Far Ubu återfinns även i följande verk av Jarry: Les Almanachs du Père Ubu (1899), Ubu sur la Butte (1906) och Ubu Intime.

## Andra författare som skrivit om far Ubu
- Ubu Colonial - Ambroise Vollard
- Ubu Pape - Robert Florkin
- Ubu Président - Patrick Rambaud
- Ubu et la Manivelle à rien - Vincent Puente
- Ubu Amiral - Emmanuel Reuzé
- Philosophie d'Ubu - Daniel Accursi
- Ubu - chanson av Dick Annegarn